# ファウワーズ・アル＝ガルニー
ファウワーズ・アル＝ガルニー（アラビア語: فواز القرني、Fawaz Al Qarni、1992年4月2日-）は、サウジアラビアのサッカー選手。サウジ・プロフェッショナルリーグのアル・シャバブ所属。ポジションはGK。サウジアラビア代表。
カルニーとも。
日本語ではファワズ・アル・カルニと表記されることがある。

## 経歴

### 代表
チームが準優勝したガルフカップ2019では、大会最優秀GKに選出されている。
2021年10月13日に行われた2022 FIFAワールドカップアジア予選第4節中国戦ではベンチスタートとなっていたが、先発出場していたムハンマド・アル＝オワイスが負傷したため後半途中から出場。しかし87分に呉曦の放った低弾道シュートをキャッチミスし失点。チームは3-2で勝利したが、自身にとっては辛い失点となった。